# Шиндрилари (Вранча)
Шиндрилари (рум. Șindrilari) насеље је у Румунији у округу Вранча у општини Региу. Oпштина се налази на надморској висини од 277 m.

## Становништво
Према подацима из 2002. године у насељу је живело 1348 становника, од којих су сви румунске националности.